# 張春華
張春華（189年—247年），河内郡平皋县（今河南省焦作市温县）人，东汉至三國时期人，司馬懿的正妻。

## 生平
張春華的父親張汪，是曹魏的粟邑县县令，母亲河内山氏，是西晋司徒山濤的堂姑奶奶。张春华年轻时就有德行，智慧见识超过常人，为司马懿生下司马师、司马昭、司馬榦和南阳公主。
司马懿当初拒绝曹操的任命，借口患有风痹的疾病，有次正在晾晒书籍，突然遇到大雨，司马懿不由自主地自己去收书，只有被家中一个婢女看到，张春华担心司马懿装病的事泄露出去招致灾祸，于是亲手杀死婢女灭口，又亲自下灶做饭，司马懿因此尊重张春华。之后柏夫人受到司马懿的宠爱，张春华很少能见到司马懿。司马懿有次卧病在床，张春华前往探望病情。司马懿说：“老家伙真讨厌，何必劳烦你出来！”张春华羞愧怨恨而绝食，将要自杀，她的儿子们也不吃东西。司马懿吃惊而道歉，张春华才停止绝食。司马懿离开后对人说：“老家伙不值得可惜，我担心的是苦了我的好儿子们！”
正始八年（247年）夏季四月，张春华去世，虚岁五十九，葬于洛阳高原陵，追赠广平县君。咸熙元年（265年），追号宣穆妃。张春华的孙子晋武帝司马炎接受禅让建立西晋後，于泰始元年十二月丁卯（266年2月9日）追尊张春华为宣穆皇后。

## 子女
- 司馬師
- 司馬昭
- 司馬榦
- 南陽公主

## 评价
- 房玄龄等人《晋书》：“后少有德行，智识过人”（《晋书·卷三十一·列传第一》）；“宣穆阅礼，偶德潜鳞，翊天造之艰虞，嗣涂山之逸响，宝运归其后胤，盖有母仪之助焉。”（《晋书·卷三十二·列传第二》）

## 藝術形象

### 影視
- 大陆電視劇《一统三国》（2016年）：陈紫函飾演張春華
- 大陆電視劇《大軍師司馬懿之軍師聯盟》（2017年）《大軍師司馬懿之虎嘯龍吟》（2018年）：劉濤飾演張春華

### 漫畫遊戲
- 香港漫畫《火鳳燎原》（陳某）設定真正姓名山無陵，張春華只是化名，為山家的當家兼麾下組織「敗將」之主腦，司馬懿之婚約對象，和孫權為義姊弟關係，張汪為其義父，濮陽田氏為其舅父，曾有意吞併司馬家，在輔助孫策下江東時，被袁術手下無名軍師所活捉，後遇上了司馬懿並脱險，司馬家為許定血洗時，收容司馬懿於山家，曾裝瘋下殺害於山家潛伏的婢女小秋。
- 三国杀
- 真·三國無雙系列/無雙OROCHI系列（光榮公司開發，淺野真澄配音）

## 延伸阅读
[在维基数据编辑]
 《晉書/卷031》，出自房玄齡《晉書》